# Eurytoma
Eurytoma es un género de avispas calcidoides de la familia Eurytomidae. Hay más de 700 especies descritas.
Algunas especies son herbívoras de semillas o forman agallas, otras son parasitoides de una gran variedad de especies y otras combinan ambas formas de vida. Son de distribución mundial.

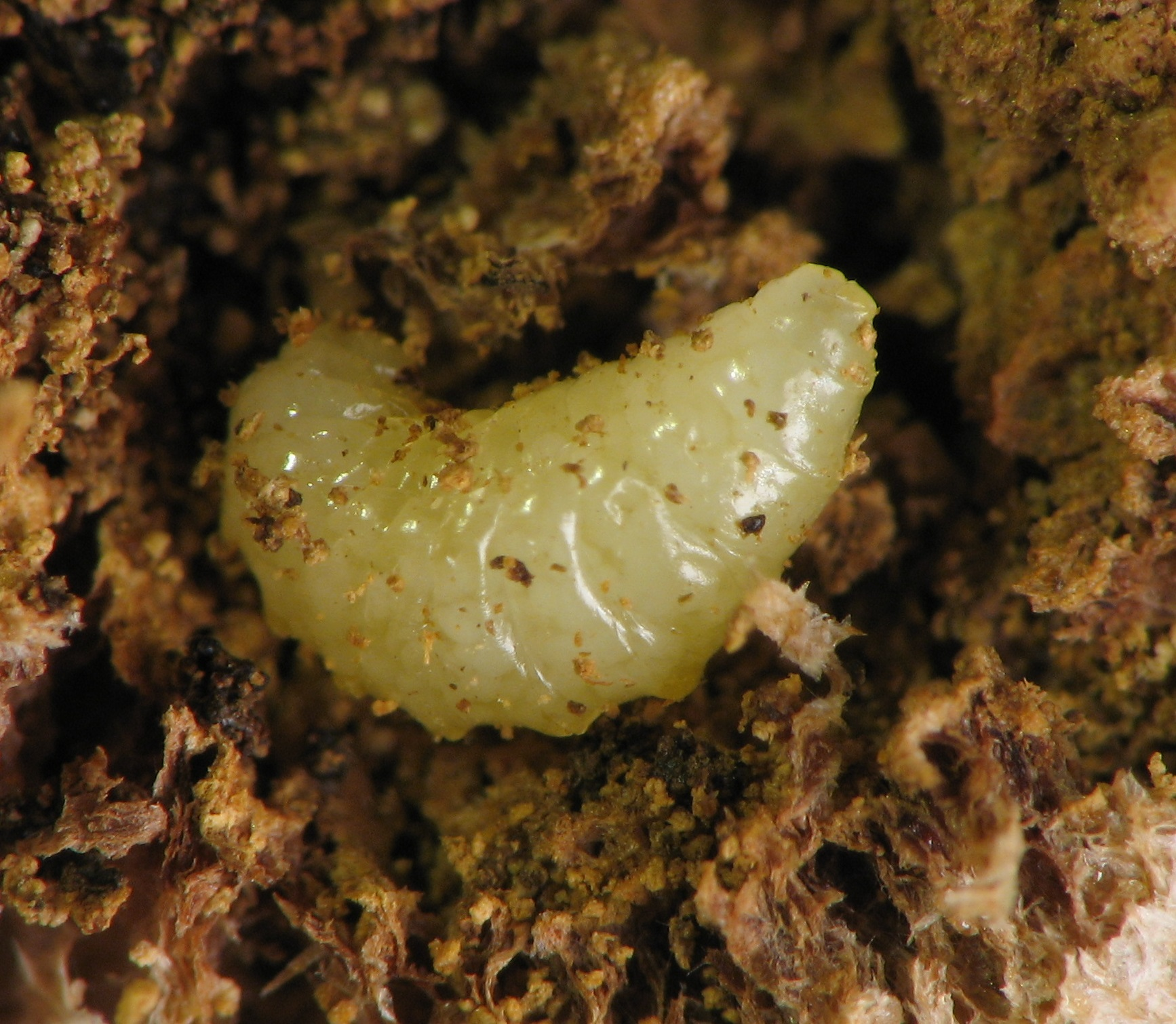
E. gigantea larva
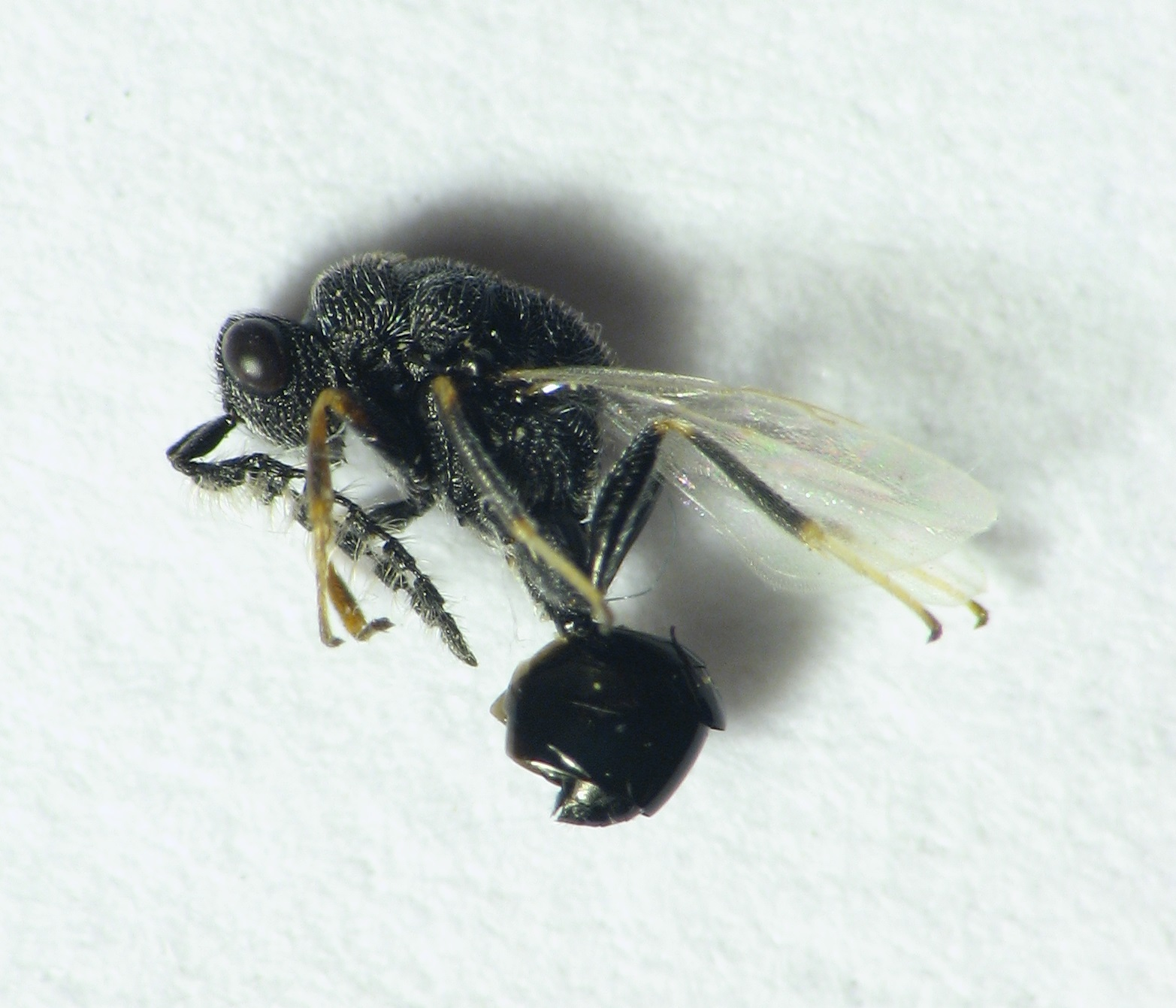
Eurytoma sp., macho adulto
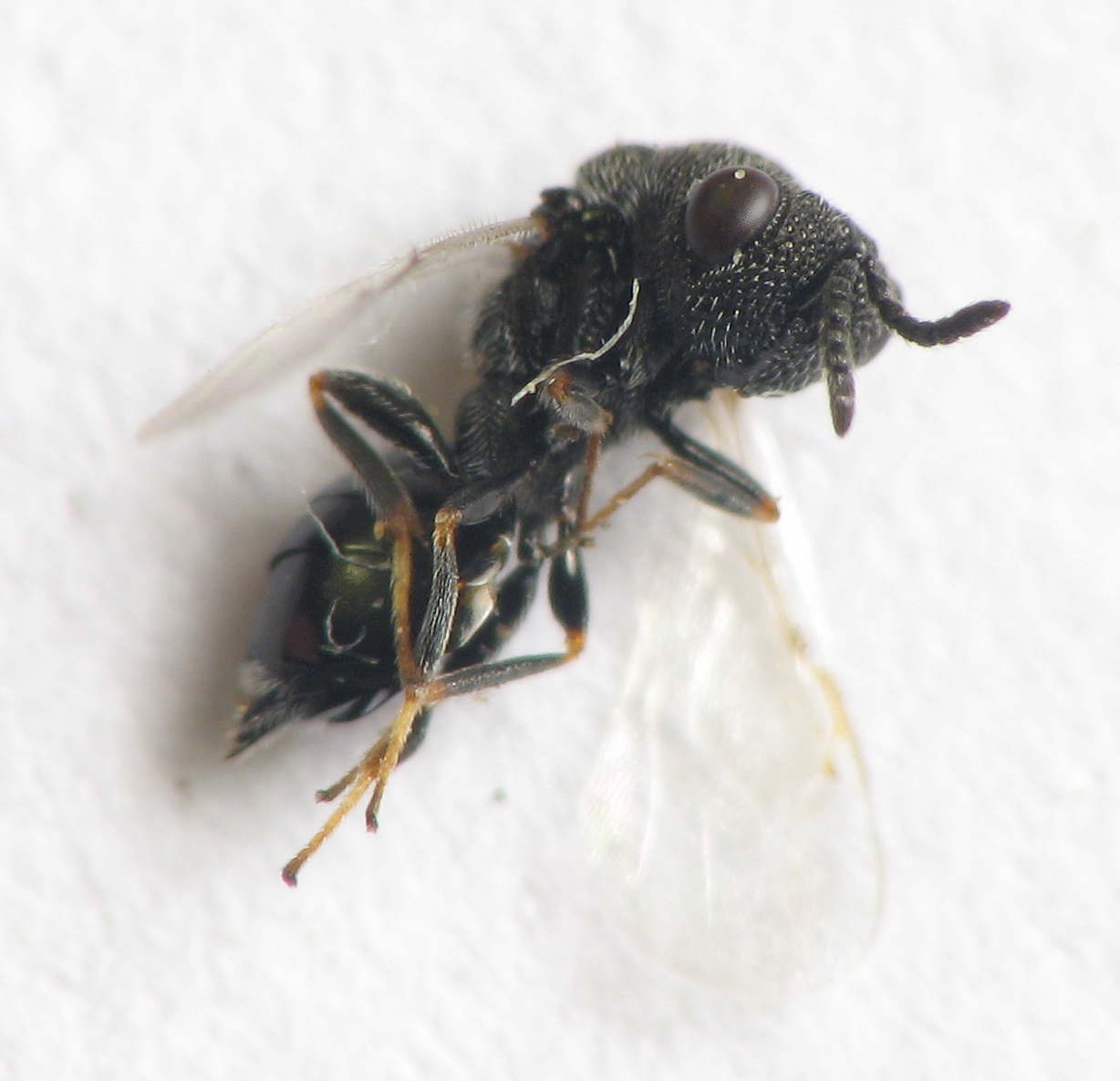
E.  gigantea, hembra adulta